# Neumühle (Mainbernheim)
Neumühle (auch Rußenmühle, untere Mühle, Adresse Sickershäuser Weg, früher Hausnummer 297) ist eine ehemalige Getreide- und Sägemühle im unterfränkischen Mainbernheim. Die Mühle liegt am Sickersbach im Südwesten der Altstadt und war zeitweise ein eigener Gemeindeteil von Mainbernheim.

## Geschichte
Die Neumühle ist die jüngste der fünf Mainbernheimer Mühlen. Sie wurde um 1735 erbaut und wurde zunächst vom Pachtmüller Johann Jacob betrieben. Eigentümer war in den Anfangsjahren Johann Wilhelm Strohmenger aus Kitzingen, der letztmals 1738 nachgewiesen ist. Anschließend übernahm Johann Peter Strohmenger, der Sohn, die Anlage für 1500 Gulden. Da die Herrschaft, in diesem Fall die Markgrafen von Brandenburg-Ansbach, Grund und Boden besaßen, war eine solche Ablösung notwendig.
Im Jahr 1771 löste Leonhard Knausenberger die Neumühle ab und betrieb sie bis 1775, ehe er in die untere Mühle bei Lipprichshausen zog. Nun kam Johann Leonhard Seiferth (oder Seuffert) aus Rothenburg ob der Tauber an die Mühle. Ihm folgten 1792 Heinrich Ernst Graser, Johann Thomas Schaffner 1796 und 1838 Christoph Hautsch nach. Im Zuge der Mediatisierung verloren die Markgrafen ihren jahrhundertelangen Einfluss  und die Mühle wurde zu Beginn des 19. Jahrhunderts an Privatleute verkauft.
Nach Hautsch ist der Mühlenbauer Johann Leonhard Gaubitz aus Obernbreit bis 1862 in den Baulichkeiten nachgewiesen. In den folgenden Jahrzehnten wurde die Anlage durchgehend von der Familie Ruß betrieben. Johann Wolfgang Ruß aus Pfaffenhofen kam 1873 an die Mühle, ihm folgte Johann Georg Ruß 1907 nach. Noch 1936 betrieb Johann Michael Ernst Ruß die Neumühle. Heute ist die Neumühle stillgelegt, die alten Baulichkeiten sind abgerissen bzw. wurden überbaut.

## Ortsteil
Im Jahr 1875 wurde die Neumühle als Einöde in der Gemarkung von Mainbernheim bezeichnet. Der Ortsteil bestand aus drei Gebäuden und war der Poststation, Pfarrei und Schule Mainbernheim zugeordnet. Letztmals wird die Mühle 1888 als Ortsteil aufgeführt.
| Jahr | Einwohner | Jahr | Einwohner | Jahr | Einwohner |
| ---- | --------- | ---- | --------- | ---- | --------- |
| 1867 | 4         | 1875 | 4         | 1888 | 8         |